# Caballo Altái
El caballo Altái (en ruso Altáiskaya) es una raza de caballos desarrollada en el  macizo montañoso del Altái situado en la zona central de Asia.

## Origen
Se trata de una raza de caballos muy antigua relacionada y emparentada con los caballos mongoles y huçuls.

## Características
El Altái es un caballo pequeño y rechoncho. Tiene una altura de entre 1,30 y 1,40 m y un peso de 350-400 kg. El cuello es corto y la cabeza tiene un perfil bastante recto. Grupa y espalda bien desarrolladas. Los huesos de las espinillas son cortos.
Los pelajes más frecuentes son el negro, el castaño y el rojo. También hay caballos Altái de pelaje leopardo.
Se trata de un caballete (técnica y por la altura un poni) muy fuerte y resistente, muy frugal y que puede sobrevivir a temperaturas muy bajas. Está especialmente adaptado a las zonas montañosas.